# Hudiksvall (comune)
Hudiksvall è un comune svedese di 36 868 abitanti, situato nella contea di Gävleborg. Il suo capoluogo è la cittadina omonima.

## Località
Nel territorio comunale sono comprese le seguenti aree urbane (tätort):
- Delsbo
- Enånger
- Friggesund
- Hålsjö
- Hudiksvall
- Iggesund
- Näsviken
- Njutånger
- Sörforsa

## Amministrazione

### Gemellaggi
- Maribo
- Kaskö
- Namsos